# Технология за отглеждане на пшеница
Място в сеитбообращениетоПшеницата е култура със слаба самопоносимост, поради което изборът на предшественик е важен елемент от технологията на отглеждане. Най-подходящи предшественици са зърнено-бобовите култури (грах, фасул, леща и др.), следвани от окопните (царевица, слънчоглед и др.); най-неподходящи са другите зимни зърнено-житни (ечемик, тритикале, ръж) и многогодишните треви. Отглеждането на пшеницата след себе си е възможно при строго спазване на изискванията за специфична обработка на почвата и растителна защита.
Обработка на почватаКогато се засява след зърнено-бобови и технически предшественици се прилагат плитки предсеитбени обработки на почвата, най-често дискуване с дискови брани. Когато културата се отглежда след себе си се препоръчва предсеитбена оран на 18–20 см, веднага след това дискуване. Общият брой на дискуванията преди сеитба е 3–4. Тъй като пшеницата се засява на слята повърхност, не се прилагат обработки през вегетацията.
ТоренеПшеницата се тори най-вече с минерални торове, а също така и с течни органо-минерални торове или биостимулатори. От макроторовете най-често се прилага азот с норми 8–16 kg/дка активно вещество и фосфор с норми до 10 kg/дка активно вечество. Фосфорът се внася преди първата обработка на почвата, а азотът най-често под формата на ранно пролетно подхранване (януари — март) или дробно (1/3 предсеитбено и 2/3 като подхранване). Калиево торене се прилага в редки случаи. Органо-минералните торове-биостимулатори се прилагат като третиране на семената, третиране на посева или комбинирано.
СеитбаПшеницата се засява на „слята повърхност“, т.е. на междуредие 9–15 см в зависимост от сеялките. Оптималният агротехнически срок е 1–20 октомври. Оптималната посевна норма е 500–550 кълняеми семена на кв. м, а оптималната дълбочина на сеитбата е 3–4 см.
Растителна защитаРастителната защита представлява контрол върху плевелите, болестите и неприятелите. Борбата с плевелите се извежда чрез правилна агротехника (сеитбооборот, обработка на почвата и сеитба) и чрез хербицид. Прилагането на хербициди най-често е към края на фаза братене (втората половина на март). Борбата с болестите става чрез избор на устойчиви на болести сортове, агротехнически средства (сеитбооборот, оптимална агротехника), третиране на семената и третиране на посева с фунгициди. Семената задължително се третират срещу главни, а при спазването на всички други условия посевите се третират в редки случаи.
ПрибиранеПрибирането на пшеницата се нарича жътва. Извършва се със зърнокомбайни през периода от 15–20 юни (за най-топлите райони на страната) до 20 юли (за най-хладните). След жътвата зърното се извозва на зърноплощадки, където се почиства първично и се складира. Зърното от пшеница е сравнително лесно съхраняващо се.